# Svante Törnval
Svante Törnval Strömsten (Coquimbo, 10 luglio 1916 – Santiago del Cile, 1º marzo 2004) è stato un pallanuotista cileno, che ha partecipato alle Olimpiadi estive di Londra 1948.